# Église Notre-Dame-del-Roure de Los Masos
Pour les articles homonymes, voir église Notre-Dame-del-Roure et église Sainte-Marie.
L'église Notre-Dame-del-Roure ou église Sainte-Marie est une église romane à Los Masos, dans le département français des Pyrénées-Orientales. La première église portant ce nom a été construite au XIIIe siècle et a subi un glissement de terrain.  La nouvelle date de 1636.